# U-215
U-215 je bila nemška vojaška podmornica Kriegsmarine, ki je bila dejavna med drugo svetovno vojno.

## Zgodovina
U-215 se je potopila v spopadu z britanskim protipodmorniškim trawlerjem HMS Le Tiger (FY243); umrlo je vseh 48 članov posadke.

## Poveljniki
| Poveljniki |                  |                |                                   |
| Št.        | Čin              | Ime            | Poveljstvo                        |
| 1.         | Korvettenkapitän | Fritz Hoeckner | 22. november 1941 - 3. julij 1942 |

## Tehnični podatki
| Kategorije                                    | Podatki                       |
| --------------------------------------------- | ----------------------------- |
| Teža (t): na površju pod površjem polna Teža  | 965 1.080 1.285               |
| Dolžina (m) - tlačni trup (m)                 | 76,9 - 59,8                   |
| Širina (m) - tlačni trup (m)                  | 6,38 - 4,7                    |
| Izpodriv (m)                                  | 5,01                          |
| Višina (m)                                    | 9,7                           |
| Moč (hp): na površju pod podvršjem            | 3.200 750                     |
| Hitrost (vozlov): na površju pod podvršjem    | 16,7 7,3                      |
| Doseg (milja/vozel): na površju pod podvršjem | 11.200/10 69/4                |
| Torpeda/Torpedne cevi                         | 14/5 (4 na premcu, 1 na krmi) |
| Krovni top (mm)                               | 88 (22 granat)                |
| Mine                                          | 15 SMA                        |
| Posadka                                       | 46-52                         |
| Maksimalni potop (m)                          | 200                           |